# Markó Iván

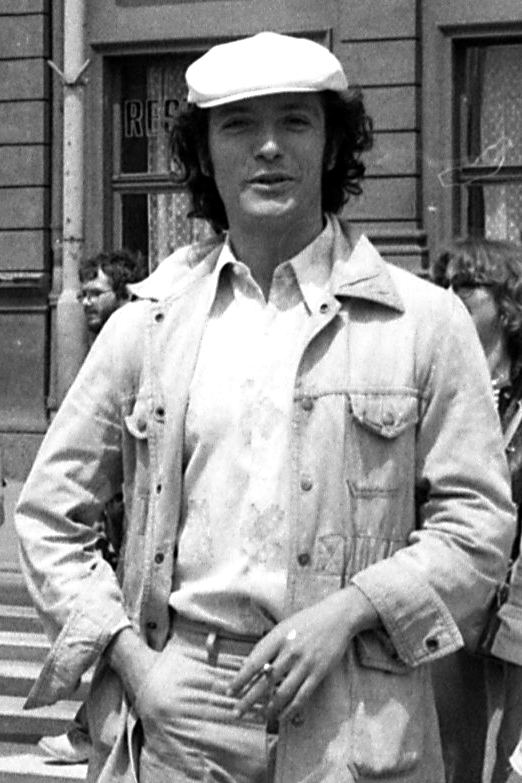
Győrben (1979)

Markó Iván János (Balassagyarmat, 1947. március 29. –  Budapest, 2022. április 21.) Kossuth-díjas magyar táncművész, koreográfus, balettigazgató, érdemes művész, a Halhatatlanok Társulatának örökös tagja.

## Élete
Markó Pál és Fleischer Anna fiaként született. Budapesten, az Állami Balett Intézetben végzett, 1967-ben. A Magyar Állami Operaház tagja, 1971-ben pedig magántáncosa lett. 1972-től 1979-ig a világhírű francia koreográfus Maurice Béjartnak Brüsszelben működő társulatának „A XX. század balettjé”-nek volt vezető szólistája. A Béjart-féle Tűzmadár címszerepét, amellyel debütált, több alkalommal a budapesti Operaházban is eltáncolta. Nemzetközi kritikusok 1974-ben a világ 10 legjobb táncosa közé sorolták.
1979-ben hazatért, s megalakította a Győri Balettet, az Állami Balettintézet abban az évben végzett balettművészeivel, s 1991-ig annak igazgatója volt. 1981-ben megalapította a Győri Tánc- és Képzőművészeti Szakközépiskolát, melynek 10 éven át volt igazgatója. 1985-től a Bayreuthi Ünnepi Játékok állandó koreográfusa. 1991 nyarán szabadfoglalkozású művész lett, s 1992-ig a jeruzsálemi Rubin Akadémia balettmestere és koreográfusa, 1993-tól Bécsben, Párizsban és Sydneyben volt vendégkoreográfus. 1996-ban megalapította a Magyar Fesztivál Balettet. Liszt–Xenakisz–Sosztakovics–Markó: Jézus az ember fia című balettje címszerepét maga alakította, 2005-ben.

### Halála
2022 áprilisában Budapest VI. kerületi lakásában rosszul lett, napokig feküdt eszméletlenül, mire rátaláltak. A Szent János Kórházba szállították, ahol azonban nem tudták megmenteni az életét.
2022. április 25-én helyezték örök nyugalomra Budapesten a Kozma utcai izraelita temetőben, ahol Schőner Alfréd főrabbi és Fekete László főkántor búcsúztatták.

## Támogatási botránya
2012-ben nagy vihart kavart, hogy Markó cége, a Táncvilág Kft. nem tisztázott módon támogatásokat kapott 155 millió forintos összegben a kormányzat rendkívüli tartalékából. A támogatást először 25, majd 130 milliós részletekben kapta meg a cég. Emiatt tiltakoztak más táncegyüttesek táncművészei, akik nyílt levélben fogalmazták meg kifogásaikat a támogatással kapcsolatban. A támogatás elszámolásával azonban gondok adódtak, miután vagy 70 millió forintról csak annyi derült ki, hogy azt a cég „egyéb szolgáltatásokra költötte.” A társulat amúgy a támogatás ellenére rendkívül kevés darabot mutatott be. A Nemzeti Erőforrások Minisztériuma szerint Markó elszámolása megfelelően történt. 2013 májusában Az ember tragédiája bemutatója utáni tapsot Gulyás Márton, a Krétakör ügyvezetője és más nézők bekiabálásokkal zavarták meg, amivel a felvett támogatások elszámolását követelték Markón. 2013 decemberében Markó feloszlatta a Magyar Fesztivál Balettet, amely nyilatkozata szerint „anyagi erőforrás hiányában kénytelen felfüggeszteni működését.” Markó nyilatkozatában utasította vissza a támogatása kapcsán megfogalmazott vádakat is, melyben kissé zavaros magyarázkodás mellett többek közt azt is közölte, hogy ő „érinthetetlen”, mert „hite megingathatatlan az adni vágyásban.”

## Színpadi szerepei
- Romantiáda… Vén cigány (Magyar Fesztivál Balett)
- Siratófalak (Magyar Fesztivál Balett)
- Gálaest Faludy György 95. születésnapjára (Nemzeti Színház, 2005)

### Magyar Állami Operaház
- Messzerer: A hattyúk tava – Siegfried
- A bahcsiszeráji szökőkút – Vaclav
- Lavrovszkij: Giselle – Albert
- Sylvia
- A fából faragott királyfi – Királyfi

### Győri Balett
- Markó Iván: Az igazság pillanata – Lorca
- Markó: A csodálatos mandarin – a mandarin
- Markó: Jézus, az ember fia – Jézus
- Markó: Tabuk és fétisek – sámán, Szent György
- Markó: Don Juan árnyéka rajtunk – Don Juan, Faust, K/M úr
- Markó: Bulgakov és a többiek – az író

### Béjart Balett
- Koreagrafikus áldozat
- Seraphita
- Viva Verdi
- Petruska
- Trionfi del Petrarca
- Nijinsky
- A rózsa lelke
- Teck
- Gaité Parisienne
- Tűzmadár
- Opusz 5
- Petrarca
- IX. szimfónia
- Isten bohóca

## Színpadi koreográfiái
| - Nyikolaj Rimszkij-Korszakov: Seherezádé - Ludwig van Beethoven: Emberi himnusz - Claude Debussy: Jeux - Goran Bregović: József és testvérei - Carl Orff: Szenvedély - A Nap szerettei - Káin és Ábel - Menyegző - Szamuráj - Bartók Béla: A csodálatos mandarin | - Tabuk és fétisek - Izzó planéták - Székek - Johann Sebastian Bach: Angyalok üzenete - Maurice Ravel: Bolero - Markó: A bosszú - Romantiáda - Rómeó és Júlia - Szerelem, szerelem - Viva Verdi! |

2016-ban, a Jeles hetvenesek-esten (Tóth Csilla Ilona fényképfelvétele)

## Filmek

### Rendezőként
- József és testvérei (2000) (színész is)

### Koreográfusként
- Parsifal (1999)
- Emberi himnusz (2007)

### Színészként
- Álmatlan évek (1959)
- 12 óra tánc (1970)
- Balatoni szél (1980)
- Jézus az ember fia (1986)

## Díjai, elismerései
- Érdemes művész (1981)
- Kossuth-díj (1983)
- SZOT-díj (1985)
- Hűségdíj – Bayreuthi Ünnepi Játékok (1994, 1999)
- Terézváros díszpolgára (2004)[14]
- Budapestért díj (2004)[15]
- A Pro Renovanda Cultura Hungariae Alapítvány fődíja (2005)[16]
- Örökös tag a Halhatatlanok Társulatában (2005)
- A Magyar Köztársasági Érdemrend középkeresztje (2007) – több évtizedes, külföldön is nagyra becsült művészi pályája elismeréseként
- Jeruzsálem-díj (2007)
- Radnóti Miklós antirasszista díj (2007)
- Balassagyarmat díszpolgára (2007)
- Prima Primissima díj (2008) – Magyar színház- és filmművészet kategóriában

## Könyvei
- Hegyi Gábor–Markó Iván: Szentföldi látomások. Keresztény–zsidó párbeszéd; Metrum, Bp., 1988
- A magány mosolya; Táncvilág Nonprofit Kft., Bp., 2014